# Henrique Ernesto de Almeida Coutinho
Henrique Ernesto de Almeida Coutinho, (Barcelos, 15 de Julho de 1788 - Porto, 29 de Março de 1868) foi um poeta e crítico português.

## Biografia
Henrique Ernesto de Almeida Coutinho nasceu em Barcelos a 15 de Julho de 1788, e foi filho de José de Almeida Moreira Coutinho e de sua mulher D. Ana Rita de Almeida. Passou a maior parte da sua vida na cidade do Porto, onde exerceu a sua actividade literária.
Como poeta, compôs alguns poemas originais, entre eles o Monge e o Convertido, e traduziu para português alguns poemas de Alexander Pope, Thomas Gray e Lord Byron. O ramo porém em que Almeida Coutinho foi mais notável, foi em crítica artística, sendo muito apreciados os seus estudos sobre dois quadros de António Manuel da Fonseca e de Roquencourt.
Na maioria dos trabalhos que publicou, assinou com as iniciais H. E. A. C. ou H. E. de A. C.
Foi pai do professor e músico José Ernesto de Almeida.
Henrique Ernesto de Almeida Coutinho, foi Fidalgo da Casa Real, Cavaleiro da Ordem de Cristo e Sócio da Academia de Belas Artes do Porto, entre outros cargos e títulos. Apesar disto, Inocêncio Francisco da Silva relata no seu Dicionário Bibliográfico Português, que o poeta portuense terminou a vida na indigência, tendo falecido a 29 de Março de 1868.

## Obras publicadas
- 1835 - Epístola de Heloisa a Abeilard, composta por A. Pope.
- 1836 - Algumas poesias.
- 1837 - As saudades do bardo ortodoxo: poema.(eBook)
- 1837 - O cemitério da aldeia, canto elegiaco de Thomas Gray, traduzido em verso português, por H. E. A. C.
- 1839 - O cerco de Corinto: poema de Lord Byron traduzido em verso português por H. E. A. C.(eBook)
- 1840 - A Noite, ou o enterro de Carlota: poema.
- 1847 - A saudade, canto elegiaco: na morte do jovem João Alvares de Almeida Guimarães. (eBook)
- 1857 - O monge e o convertido, ou as vinte e quatro horas: Poema.
- 1865 - A saudade interminável, ou tributo mais que devido á memória de sua majestade fidelíssima o senhor D. Pedro V.